# Zabranjeno snivanje
Zabranjeno snivanje je šesti studijski album pulskog rock sastava Atomsko sklonište.
Album je snimljen i objavljen 1984. godine. S tog albuma mogu se izdvojiti: Nježan i mlad, Jutro, Tražila je lice ljubavi i Tvoj princ. Ostale pjesme, baš kao i cijeli album nisu bile popularne. Ni omot ploče nije bio atraktivan: na njemu su samo osnovni podaci, a kao glavni motiv korištena je slika Andrea Mantenje Mrtvi Krist.

## Popis pjesama
1. Nježan i mlad
2. Tražila je lice ljubavi
3. Jutro
4. Tvoj princ
5. Moja ljubavi
6. Ljubomora
7. Slatki snovi
8. Jučerašnje sutra
9. Kineska stolica